# 4 Nations Cup
Der 4 Nations Cup (bis 1999 3 Nations Cup) ist ein seit 1996 jährlich stattfindendes Fraueneishockeyturnier, das zwischen den Nationalmannschaften Kanadas, der Vereinigten Staaten, Schwedens und Finnlands ausgetragen wird. Das Turnier findet alljährlich im November statt.

## Geschichte
Das Turnier fand erstmals im Jahr 1996 mit drei Mannschaften – Kanada, USA, Finnland – statt. Schweden wurde im Jahr 2000 als vierte Mannschaft hinzugenommen. Die USA nahmen im Jahr 2001 aufgrund der Terroranschläge am 11. September nicht teil. Seit 2002 wird das Turnier ununterbrochen mit vier Teams gespielt. Der Rekordsieger ist Kanada mit 14 Triumphen.

## Modus
Die vier Teams spielen zunächst in einer Einfachrunde im Modus Jeder-gegen-jeden. Die beiden erstplatzierten Teams spielen anschließend um Gold, während die beiden verbliebenen Mannschaften um Bronze spielen. Während der Teilnahme von nur drei Mannschaften erhielt der Drittplatzierte automatisch Bronze.

## Siegerliste
| Jahr | Gold   | Silber   | Bronze   | 4. Platz |
| ---- | ------ | -------- | -------- | -------- |
| 1996 | Kanada | USA      | Finnland | –        |
| 1997 | USA    | Kanada   | Finnland | –        |
| 1998 | Kanada | USA      | Finnland | –        |
| 1999 | Kanada | USA      | Finnland | –        |
| 2000 | Kanada | USA      | Finnland | Schweden |
| 2001 | Kanada | Finnland | Schweden | –        |
| 2002 | Kanada | USA      | Finnland | Schweden |
| 2003 | USA    | Kanada   | Finnland | Schweden |
| 2004 | Kanada | USA      | Schweden | Finnland |
| 2005 | Kanada | USA      | Finnland | Schweden |
| 2006 | Kanada | USA      | Schweden | Finnland |
| 2007 | Kanada | USA      | Finnland | Schweden |
| 2008 | USA    | Kanada   | Schweden | Finnland |
| 2009 | Kanada | USA      | Schweden | Finnland |
| 2010 | Kanada | USA      | Finnland | Schweden |
| 2011 | USA    | Kanada   | Schweden | Finnland |
| 2012 | USA    | Kanada   | Schweden | Finnland |
| 2013 | Kanada | Finnland | USA      | Schweden |
| 2014 | Kanada | USA      | Schweden | Finnland |
| 2015 | USA    | Kanada   | Finnland | Schweden |
| 2016 | USA    | Kanada   | Finnland | Schweden |
| 2017 | USA    | Kanada   | Finnland | Schweden |
| 2018 | USA    | Kanada   | Finnland | Schweden |

## Medaillenspiegel
| Rang | Mannschaft | Gold | Silber | Bronze | Gesamt | Teilnahmen |
| ---- | ---------- | ---- | ------ | ------ | ------ | ---------- |
| 1    | Kanada     | 14   | 9      | 0      | 23     | 23         |
| 2    | USA        | 9    | 12     | 1      | 22     | 22         |
| 3    | Finnland   | 0    | 2      | 14     | 16     | 23         |
| 4    | Schweden   | 0    | 0      | 8      | 8      | 19         |